# Crozier (Arizona)
Pour les articles homonymes, voir Crozier.
Crozier est une census-designated place du comté de Mohave dans l'état d'Arizona.

## Géographie
|  |           |         |
|  | Crozier   | Truxton |
|  | Valentine |         |

Crozier se situe à 1214m d'altitude.
Crozier se situe près du canyon du même nom (Crozier Canyon Springs) où se situe une source.
Elle est située sur la U.S Route 66.
La ligne de chemin de fer du Atchinson, Topeka and Santa Fe railway passait à proximité directe des maisons à l'est.

## Démographie
La population était de 14 habitants en 2010. Lors du recensement de 2020, la population était de 21 habitants.